# Le cheval emballé
Le cheval emballé è un cortometraggio del 1908 diretto da Louis J. Gasnier.

## Trama
Un fattorino della lavanderia, che deve fare una consegna, lascia il suo carro trainato dal cavallo. Mentre lui è salito nel palazzo per fare la consegna, il suo cavallo incomincia ad abbuffarsi di avena da un sacco del commerciante lì di fronte. Il cavallo adesso è pieno di energia e comincia ad andare fuori controllo per la città creando scompiglio.

## Tecnica
Questo è uno dei primi film in cui viene applicata la tecnica del cross cutting, chiamata anche montaggio alternato.

## Date di pubblicazione
- Francia: 3 gennaio 1908
- USA: 8 febbraio 1908

## Conosciuto anche come
- Brasile: O Cavalo Fujão
- Ungheria: Az elszabadult ló
- USA: The Runaway Horse